# Abraham Conat
Abraham ben Shlomo ben Baruch, dit Abraham Conat, est un lettré juif italien du XVe siècle, médecin de formation, mais surtout copiste de manuscrits et imprimeur. Il fut un pionnier de l'impression de textes en caractères hébreux.

## Éléments biographiques
Le nom qu'il adopta, suivant l'usage des Juifs de l'époque, indique que lui-même, ou du moins sa famille, était originaire de Conat dans le Roussillon. Les noms de ses père et grand-père sont donnés par le colophon du codex n° 516 de la bibliothèque Sassoon de Londres ; tous deux étaient rabbins, comme lui. D'après une note du manuscrit hébreu n°72 de la bibliothèque de l'Université de Cambridge, son grand-père était également appelé Bendit (équivalent français de l'hébreu Baruch, du latin Benedictus) et utilisait déjà le nom Conat.
Le colophon du codex Sassoon déjà mentionné le dit docteur en médecine. La plus ancienne trace de son activité de copiste semble être le n° 828 du catalogue de manuscrits hébraïques de Giovanni Bernardo De Rossi, copié en 1441 à Cortone par un « Abraham filius Solomonis » qui est très probablement lui. D'autre part le Vaticanus Rossianus n°532, qu'il a copié, commence par une prière qu'il déclare avoir composée à Sienne (également en Toscane). Il est possible qu'il ait décroché son diplôme de médecine dans l'université de cette ville (le Studio senese). En tant que médecin, à l'époque, il était aussi astrologue : sur le Monacensis n° 261 (fol. 108-111v), il a dressé une liste des éclipses intervenues entre 1464 et 1476.
En mai 1457, il se trouvait à Mantoue, où il achevait de copier le Ba'al ha-Lashon (Maître de la langue) de Joseph ben Judah Zarko (British Library, Hebraicus n° 976). À cet ouvrage il a ajouté un poème du genre seliha et une derasha accompagnés d'une note où il fait allusion à sa vie errante et à son arrivée à Mantoue où il fut accueilli par Zarko lui-même. C'est dans cette ville que devaient se dérouler en grande partie au moins ses activités d'imprimeur.
La technique fut introduite dans cette ville en 1472. Dans les années suivantes, il tailla des caractères hébreux à partir de sa propre écriture, et s'associa à des hommes d'affaires pour lancer son entreprise d'édition. De ses productions connues (sept livres et une partie d'un huitième) une seule est datée : l'Orah Hayim de Jacob ben Asher, achevé d'imprimer le 6 juin 1476. Pour le reste, la chronologie de ses activités typographiques a été très débattue. Selon Vittore Colorni, ce livre est le dernier qu'il ait imprimé à Mantoue, après quoi il gagna Ferrare où il donna sa plus importante édition, celle du commentaire du Pentateuque de Gersonide. Selon le même spécialiste, son mécène à Mantoue fut le banquier et savant Angelo (Mordechai) Finzi (mort entre le 6 septembre et le 5 décembre 1475), et sa première production le Luhot (table de la durée des jours au cours de l'année) établi par celui-ci, qu'il aurait imprimé pendant l'année 1474. Cette chronologie fait d'Abraham Conat le tout premier imprimeur en caractères hébreux. 
Immédiatement après le Luhot viendrait le Josippon, un texte bien plus considérable. Ensuite le Bechinat ha-'Olam (Examen du monde) de Jedaiah ben Abraham Bedersi, dont le colophon attribue en fait la responsabilité, non pas à lui, mais à sa femme Estellina : « Moi, Estellina, femme de mon seigneur et époux l'honoré Rabbi Abraham Conat, puisse-t-il être comblé d'enfants et voir ses jours se prolonger ! j'ai écrit ce livre avec l'aide de Jacob Lévi de Tarascon ». Ensuite viendrait le Nofet Tzufim (Suc des rayons [de miel]), le traité de rhétorique de Juda ben Yehiel. Puis la lettre d'Eldad ha-Dani, puis l'Orah Hayim.
Selon V. Colorni, Mordechai Finzi étant mort, l'édition la plus ambitieuse d'Abraham Conat, celle du Perush 'al ha-Torah de Gersonide, fut financée ensuite par le banquier ferrarais Abraham Jedidiah da Cologna Veneta, et donc réalisée à Ferrare. Le 25 juin 1477, également à Ferrare, l'imprimeur Abraham ben Chajim publia le Yoreh De'ah de Jacob ben Asher, qui est la suite logique de l'Orah Hayim ; le premier tiers du volume sort sans aucun doute de l'atelier d'Abraham Conat. Il faut croire que celui-ci a cédé à son coreligionnaire ferrarais les feuilles qu'il avait déjà imprimées de cet ouvrage. Ou alors il est mort avant juin 1477 et son confrère les a récupérées.